# Jenny Annette Derek
Jenny Annette Derek é uma modelo e rainha de beleza da Austrália que venceu o concurso de Miss Beleza Internacional 1981 no dia 06 de setembro do mesmo ano.  
Ela foi a segunda de seu país a vencer este concurso. A primeira havia sito Tania Verstak, em 1962. 

## Biografia
Durante o concurso no Japão, Jenny disse que queria ser uma "mulher de negócios" e seus esportes favoritos eram o squash, a corrida e o ciclismo. 

## Miss Internacional 1981
Jenny venceu o concurso em Kobe, Japão, com apenas 19 anos de idade, derrotando outras 41 concorrentes. 

## Vida pós-concursos
Jenny tornou-se uma modelo de sucesso em Adelaide, Austrália, e apresentou o prêmio para o Wheel of Fortune por diversos anos. 
É casada e tem 3 filhos. 